# Thánh đường Przemyśl
đừng nhầm lẫn với Nhà thờ St. John the Baptist, Przemyśl
```
Thánh đường Przemyśl
 chính thức là Nhà thờ chính tòa giả định của Đức Trinh Nữ Maria và Thánh John the Baptist ở Przemyśl (
tiếng Ba Lan
: 
Bazylika archikatedralna Wniebowzięcia Najświętszej Maryi Panny i św. Jana Chrzciciela w Przemyślu
) là một nhà thờ Công giáo La Mã ở 
Przemyśl
, 
Ba Lan
. Đây là nhà thờ chính của Tổng giáo phận Przemyśl, tọa lạc tại Quảng trường Nhà thờ trong Phố cổ.
```

## Lịch sử
Nhà thờ đầu tiên của Giáo phận là một nhà thờ bằng gỗ tồn tại từ năm 1375 đến 1412, tọa lạc trong quảng trường bên cạnh nhà thờ hiện tại của Thánh Tâm Giêsu. Từ 1412 - 1460, một nhà thờ Chính thống giáo Ruthian được xây dựng bằng đá đứng trong sân của Lâu đài Przemyśl mà nó được liên kết chặt chẽ.
Việc xây dựng nhà thờ hiện tại theo phong cách kiến trúc Gothic bắt đầu với Chương của Giám mục Nicholas Błażejowski năm 1495. Chỉ có các bức tường và cột trụ còn lại từ tòa nhà này. Việc tái thiết được hoàn thành trong những thập kỷ đầu tiên của thế kỷ XVI. Năm 1578, thị trưởng của Przemysl, Thư ký của Vương miện - Jan Tomasz Drohojowski (mất năm 1605), đã thành lập nhà nguyện hiện tại của Bí tích Thánh. Được thành lập trên địa điểm trước đó là nhà tròn St. Nicholas. Do mối đe dọa liên tục xâm chiếm bởi người Tartar và Wallachian, đây là một nhà thờ kiên cố, được bao quanh bởi một bức tường và được trang bị một khẩu súng thần công. Hiện tại nó là trụ sở của Đức Tổng Giám mục Józef Michalik.

## Nội thất
Trong lăng là những nền tảng đá của nhà tròn La Mã cuối nửa đầu của nhà thờ thế kỷ thứ mười ba. Nhà thờ gothic thế kỷ thứ mười bảy đã phục vụ cho các giám mục Przemysl đến đầu thế kỷ thứ mười tám. Giám mục Aleksander Antoni Fredro quyết định xây dựng lại theo phong cách Baroque, những tác phẩm này được thực hiện trong những năm 1724-1744. Trong lăng mộ của Bàn thờ lớn được đặt những buồng lớn và baroque mới. Có hai nhà nguyện hình vòm. Một trong số đó là nhà nguyện Drohojowski năm 1578, và cái còn lại là nhà nguyện Fredro baroque muộn được xây dựng vào năm 1724. Giám mục Przemysl Aleksander Antoni Fredro (huy hiệu của Bończa) (1674-1734) đã ảnh hưởng đến người cuối cùng.

Năm 1733 mái nhà sụp đổ, phá hủy một phần của nhà thờ và sau đó được xây dựng lại và hoàn thành vào năm 1744. Vào đầu thế kỷ 19, có một công trình xây dựng lại, khôi phục lại những phần cổ nhất của nhà thờ, theo phong cách kiến trúc Gothic. 

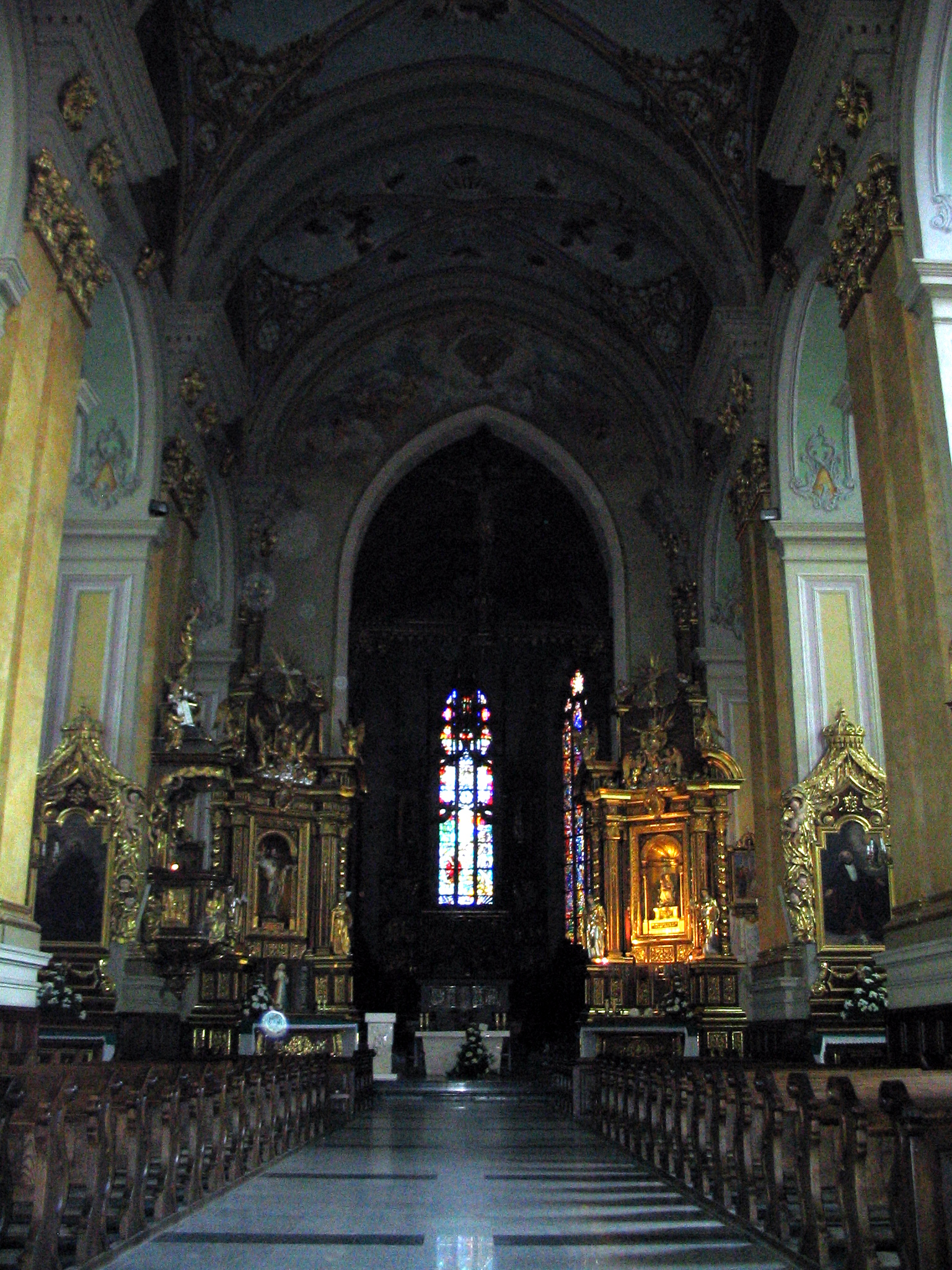
Lối đi
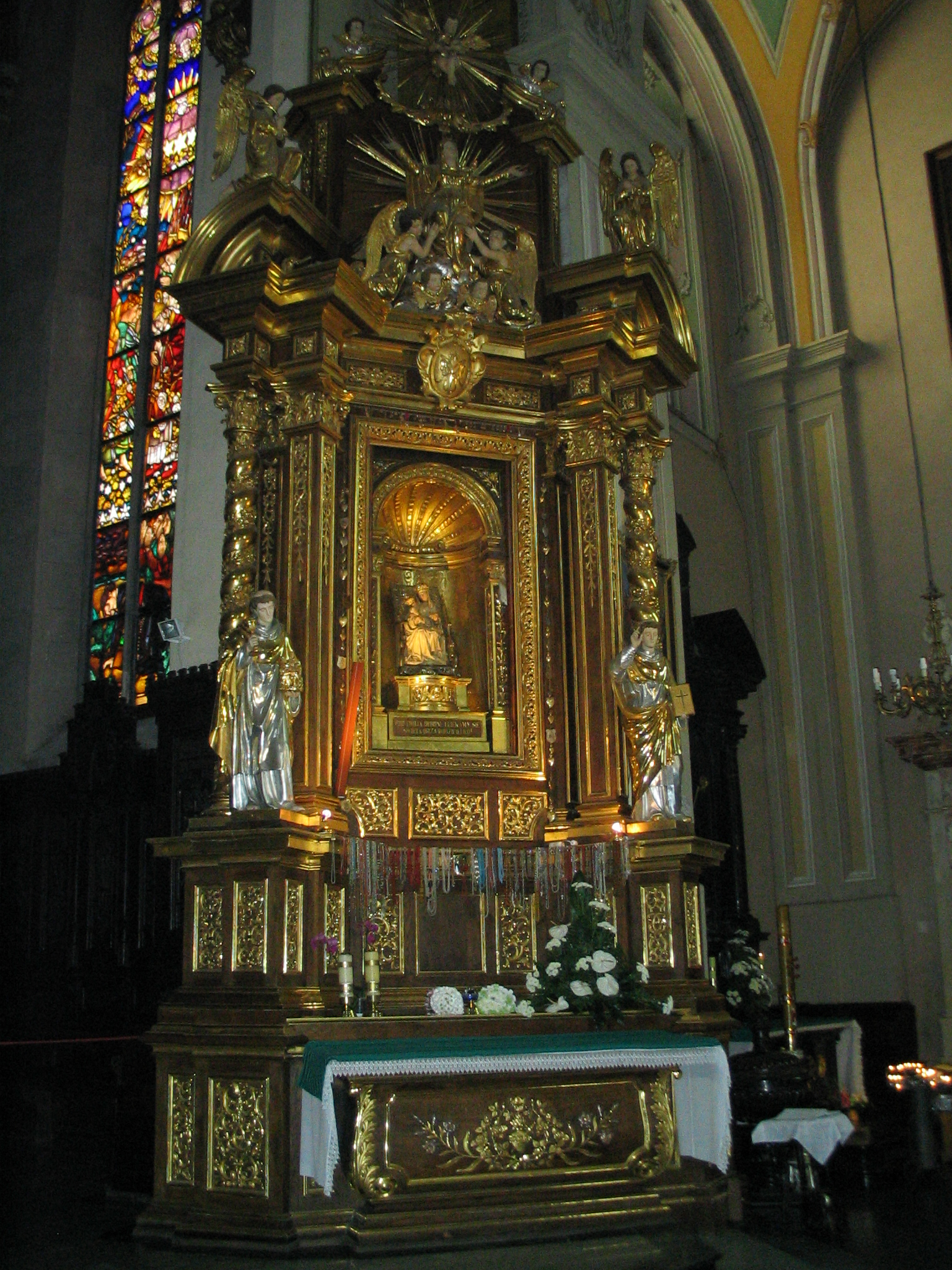
Bàn thờ chính
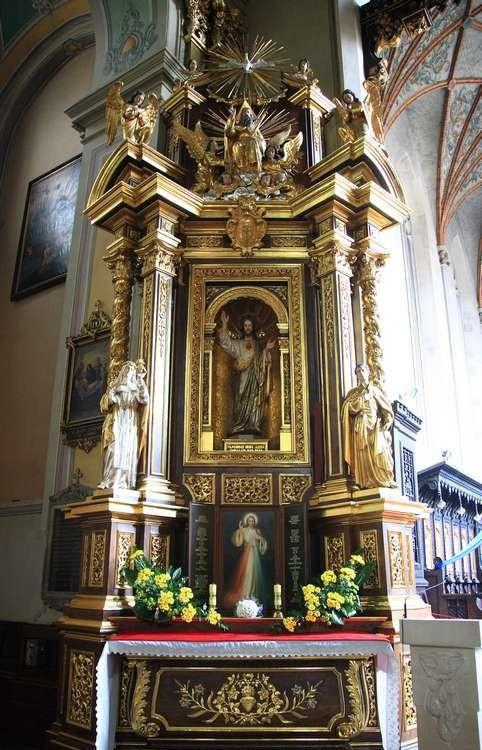
Bàn thờ phụ
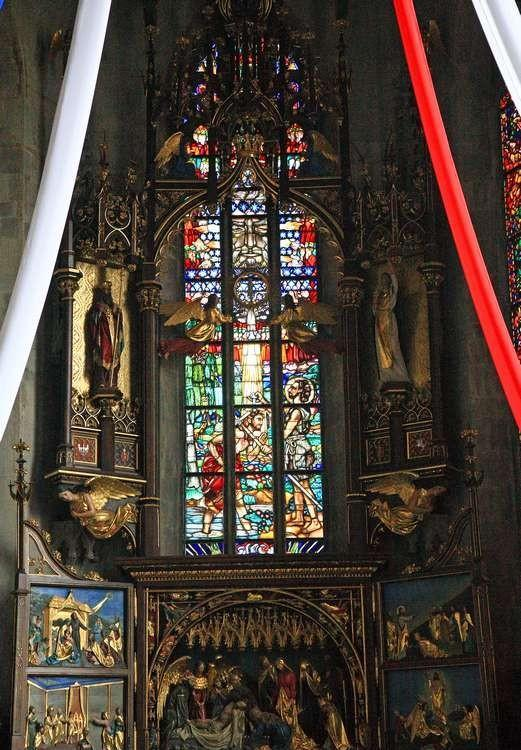
Cửa sổ kính màu phía trên bàn thờ chính
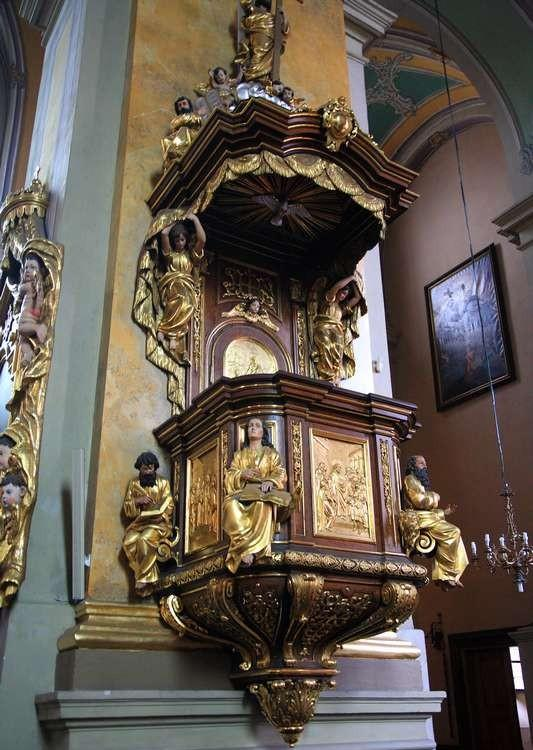
Bục giảng kinh
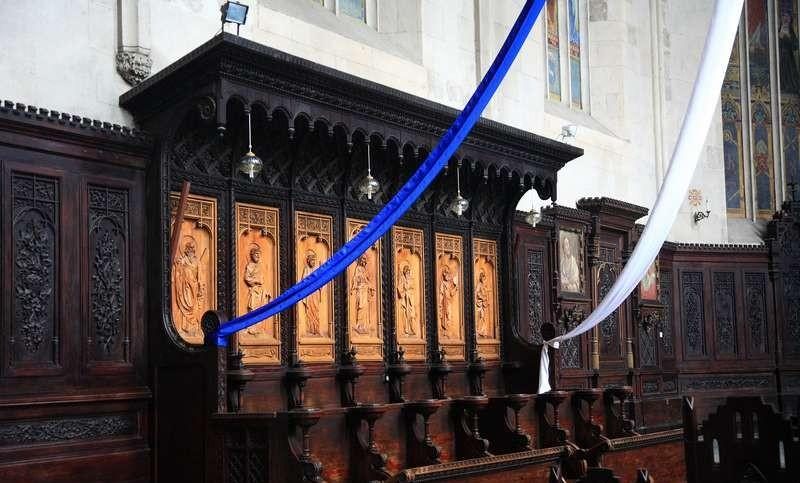
Buồng nhỏ
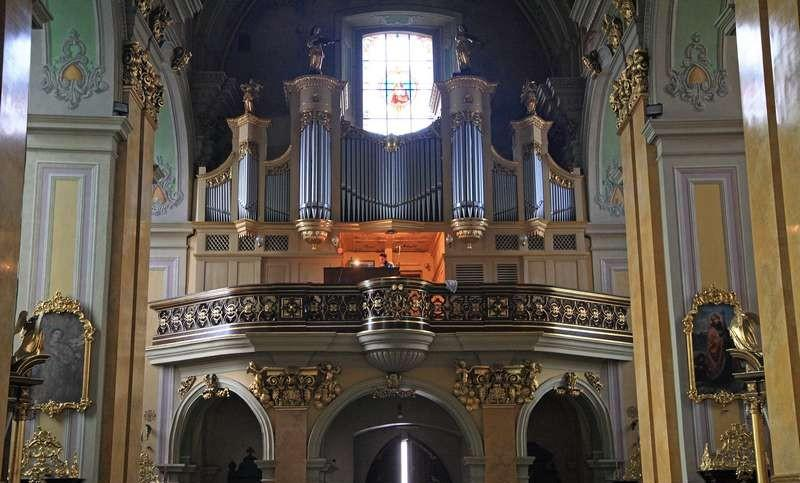
Đàn organ
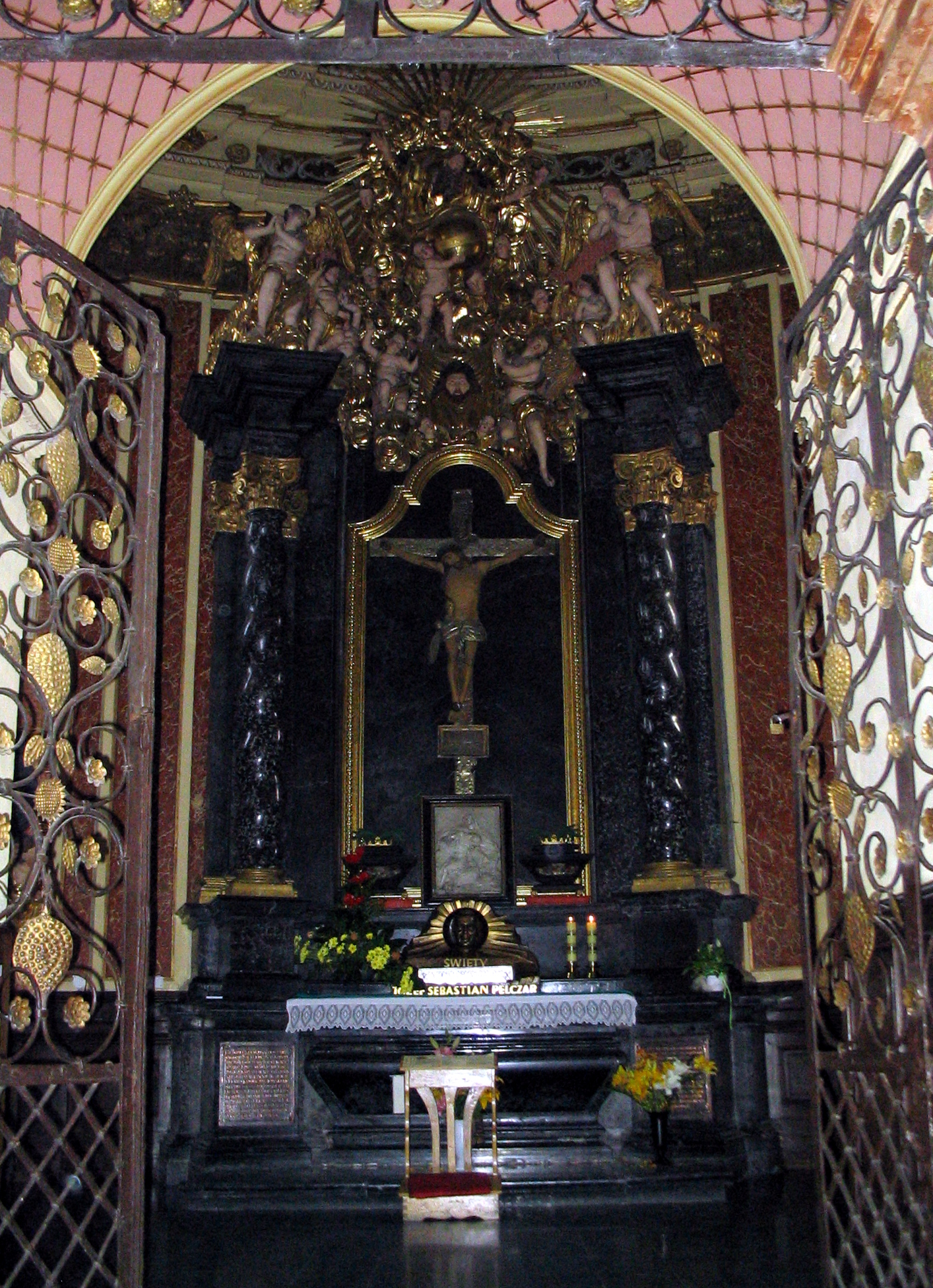
Kaplica Fredrów
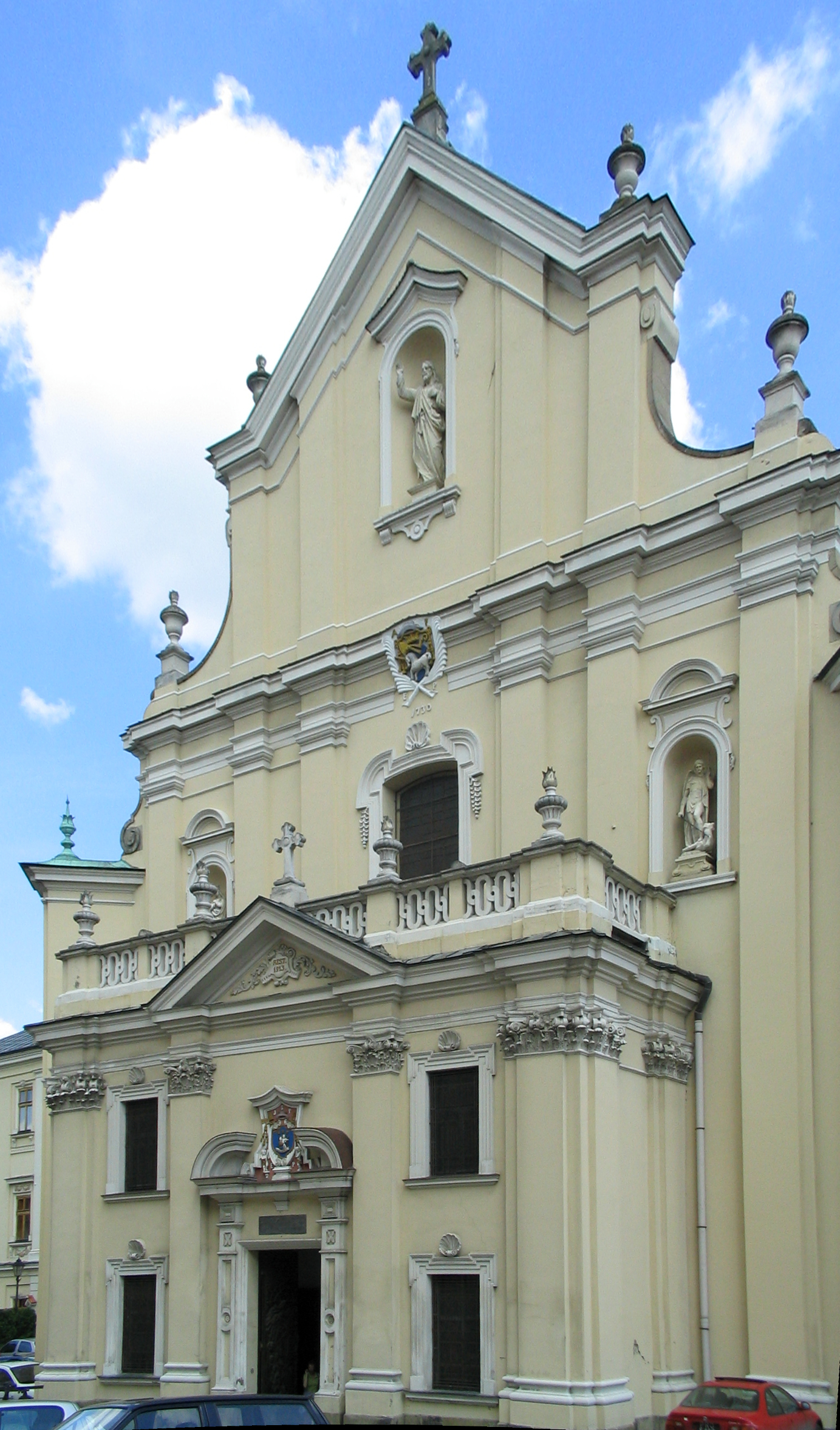
Mặt tiền
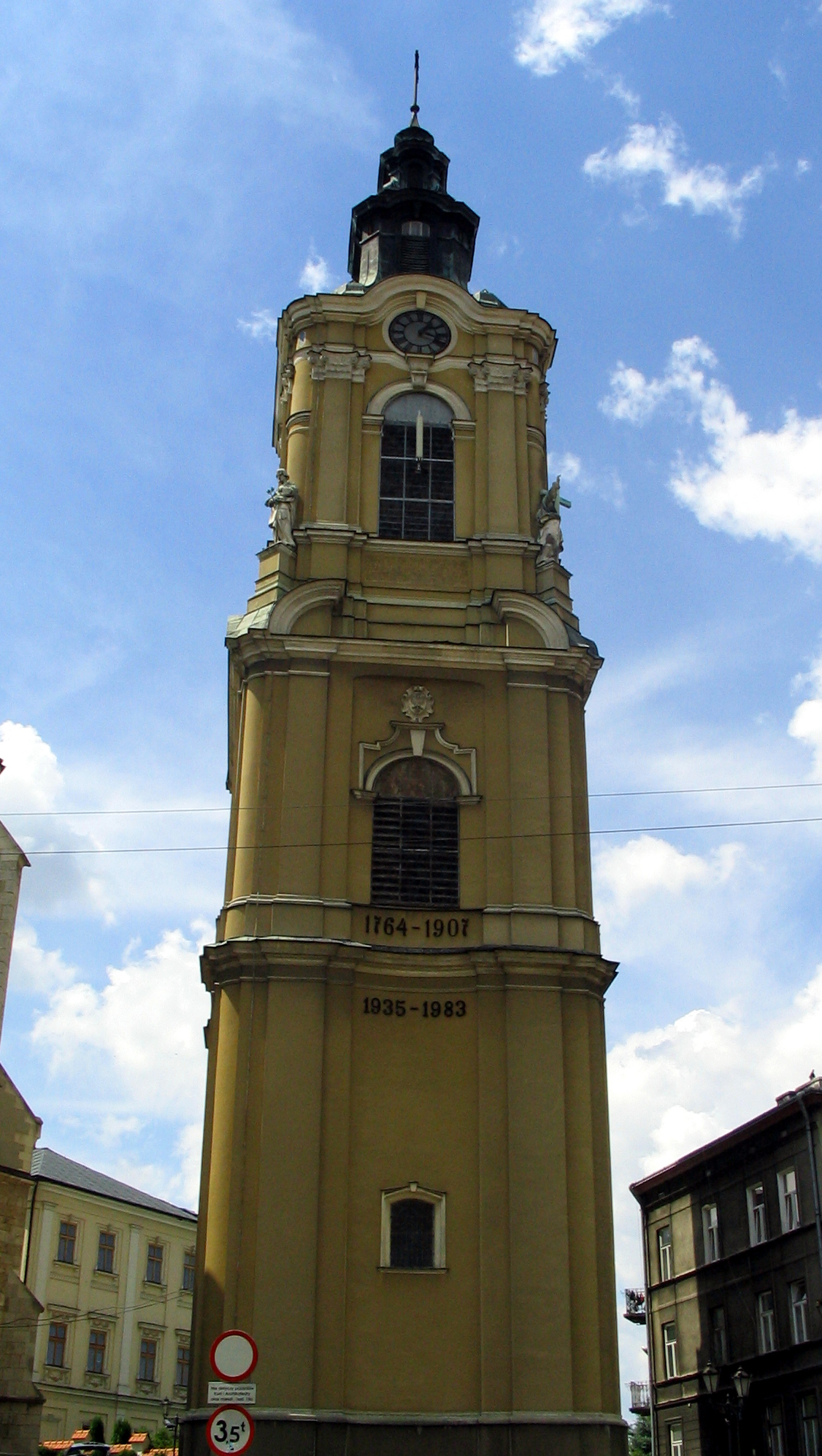
Tháp